# Fenouillet-du-Razès
 Fenouillet-du-Razès  es una comuna y población de Francia, en la región de Languedoc-Rosellón, departamento de Aude, en el distrito de Limoux y cantón de Alaigne.
Su población en el censo de 1999 era de 80 habitantes.
Está integrada en la Communauté de communes du Razès Malepère .